# Zena (piosenkarka)
Zena (zapis stylizowany: ZENA), właśc. Zinaida Alaksandrauna Kupryjanowicz (biał. Зінаіда Аляксандраўна Купрыяновіч, ur. 17 września 2002 w Mińsku) – białoruska piosenkarka i prezenterka telewizyjna. Reprezentantka Białorusi w Konkursie Piosenki Eurowizji 2019.

## Życiorys
Na scenie występowała od najmłodszych lat m.in. zajęła pierwsze miejsce na festiwalu Słowiański Bazar w Witebsku (2014). 25 listopada 2018 współprowadziła 16. Konkurs Piosenki Eurowizji Junior w Mińsku.
W 2019 z piosenką „Like It” reprezentowała Białoruś w 64. Konkursie Piosenki Eurowizji w Tel Awiwie. 14 maja wystąpiła jako ósma w kolejności startowej w pierwszym półfinale  i z dziesiątego miejsca awansowała do finału. 18 maja wystąpiła w finale konkursu i uplasowała się na 24. miejscu po zdobyciu łącznie 31 punktów, w tym 13 punktów od telewidzów (23. miejsce) i 18 pkt od jurorów (22. miejsce).